# Jugovzhodna Evropa
Jugovzhodna Evropa (JVE) je geografska podregija Evrope, ki zaobjema predvsem Balkan, pa tudi sosednje regije in otočja. Obstaja več opredelitev regije, ki pa se zaradi različnih in včasih popolnoma nasprotujočih si političnih, gospodarskih, zgodovinskih, kulturnih in geografskih vidikov razlikujejo.
Suverene države in ozemlja, ki so pogosto vključena v regijo so Albanija, Bosna in Hercegovina, Bolgarija, Hrvaška (alternativno umeščena v Srednjo Evropo), Grčija (alternativno uvrščena v širšo regijo Južne Evrope), Kosovo, Črna gora, Severna Makedonija, Romunija (alternativno umeščena v Vzhodno Evropo), Srbija in evropski del Turčije (alternativno umeščen v širšo regijo Južne Evrope, kot tudi v Zahodno Azijo s preostalim delom države). Včasih so kljub svoji geografski legi, zaradi kulturnih ali zgodovinskih dejavnikov, v regijo vključeni tudi Ciper (najpogosteje umeščen v Zahodno Azijo), Madžarska (najpogosteje umeščena v Srednjo Evropo), Moldavija (najpogosteje umeščena v Vzhodno Evropo) in Slovenija (najpogosteje umeščena v Srednjo Evropo).
Največja mesta v regiji so Carigrad, Atene, Bukarešta, Sofija in Beograd.

## Opredelitve
Prvo znano uporabo izraza »Jugovzhodna Evropa« je uporabil avstrijski raziskovalec Johann Georg von Hahn (1811–1869) kot širši izraz, ki bi zajemal tradicionalni Balkan, ki temelji na mejah Balkanskega polotoka. Države, ki jih je leta 2004 Istituto Geografico De Agostini opisal kot v celoti znotraj balkanske regije, so: Albanija, Bosna in Hercegovina, Bolgarija, Črna gora in Severna Makedonija.
Od leta 1990 naprej, deloma zaradi negativnih zgodovinskih in političnih konotacij izraza Balkan, zlasti kot posledica vojaških spopadov v Jugoslaviji, postaja izraz Jugovzhodna Evropa vse bolj priljubljen.

### Stalni odbor za geografska imena
Nemški Ständige Ausschuss für geographische Namen (Stalni odbor za geografska imena), ki razvija in priporoča pravila za enotno uporabo zemljepisnih imen, predlaga dva sklopa meja. Prvi sledi mednarodnim mejam sedanjih držav. Drugi deli in vključuje nekatere države na podlagi kulturnih meril. V klasifikacijo »Jugovzhodna Evropa« odbor vključuje naslednje države:
- Albanijo
- Bosno in Hercegovino
- Bolgarijo
- Ciper
- Grčijo
- Črno goro
- Moldavijo
- Severno Makedonijo
- Romunijo
- Srbijo

V tej klasifikaciji so Hrvaška, Madžarska in Slovenija vključene v Srednjo Evropo, Turčija (Vzhodna Trakija) pa leži zunaj klasifikacije Evrope.

### CIA World Factbook
CIA World Factbook pod opisom vsake države vključuje informacije o lokaciji, kjer je država razvrščena v regijo. CIA med države Jugovzhodne Evrope uvršča:
- Albanijo
- Bosno in Hercegovino
- Bolgarijo
- Hrvaško
- Kosovo
- Črna goro
- Severno Makedonijo
- Romunijo
- Srbijo
- Turčijo (Vzhodno Trakijo)

Po klasifikaciji CIA je Slovenija uvrščena v Srednjo Evropo, Grčija v Južno Evropo, Moldavija pa v Vzhodno Evropo.

### Večje politične organizacije
- Pakt stabilnosti za Jugovzhodno Evropo (SPSEE) je kot članice vključeval Albanijo, Bosno in Hercegovino, Bolgarijo, Hrvaško, Kosovo, Moldavijo, Črno goro, Severno Makedonijo, Romunijo in Srbijo.
- Proces sodelovanja v jugovzhodni Evropi (SEECP) kot članice vključuje Albanijo, Bosno in Hercegovino, Bolgarijo, Hrvaško, Grčijo, Kosovo, Moldavijo, Črno goro, Severno Makedonijo, Romunijo, Srbijo, Slovenijo in Turčijo.
- Pobuda za sodelovanje v Jugovzhodni Evropi (SECI) kot članice vključuje Albanijo, Bosno in Hercegovino, Bolgarijo, Hrvaško, Grčijo, Madžarsko, Moldavijo, Črno goro, Severno Makedonijo, Romunijo, Srbijo, Slovenijo in Turčijo.
- Center za kazenski pregon jugovzhodne Evrope kot članice vključuje Albanijo, Bosno in Hercegovino, Bolgarijo, Grčijo, Madžarsko, Moldavijo, Črno goro, Severno Makedonijo, Romunijo, Srbijo in Turčijo.[11]
- Program mednarodnega sodelovanja Jugovzhodne Evrope,[12] ki ga sofinancira EU, vključuje celotno ozemlje Albanije, Avstrije, Bosne in Hercegovine, Bolgarije, Hrvaške, Grčije, Madžarske, Severne Makedonije, Črne gore, Moldavije, Romunije, Srbije, Slovaške, Slovenije ter dele Italije in Ukrajine.[13]
- Konvencija o policijskem sodelovanju v jugovzhodni Evropi (PCC SEE) kot članice vključuje Albanijo, Avstrijo, Bosno in Hercegovino, Bolgarijo, Hrvaško, Moldavijo, Črno goro, Severno Makedonijo, Romunijo, Srbijo in Slovenijo.[14]
- Študije Svetovne banke kot osem držav jugovzhodne Evrope (SEE8) obravnavajo Albanijo, Bosno in Hercegovino, Bolgarijo, Hrvaško, Moldavijo, Severno Makedonijo, Romunijo in Srbijo.[15]
- Publikacija Svetovne zdravstvene organizacije (WHO) in Razvojne banke Sveta Evrope (CEB) iz leta 2006 kot »države jugovzhodne Evrope« navaja Albanijo, Bosno in Hercegovino, Bolgarijo, Hrvaško, Severno Makedonijo, Moldavijo, Romunijo ter Srbijo in Črno goro.[16]
- Svetovna banka v svoja poročila ne vključuje držav EU in navaja le Albanijo, Bosno in Hercegovino, Kosovo, Črno goro, Severno Makedonijo in Srbijo (SEE6).[17]
- Regionalni urad UNHCR v Jugovzhodni Evropi za Jugovzhodno Evropo trenutno navaja Albanijo, Bosno in Hercegovino, Severno Makedonijo in Črno goro.